# Pinkas Braun
Pinkas Braun, född 7 januari 1923 i Zürich, Schweiz, död 24 juni 2008 i München, Tyskland, var en schweizisk skådespelare. Braun medverkade under 1900-talets andra hälft i flera tyska, men även internationella filmer. Han var utbildad vid Schauspielhaus Zürich där han också arbetade under åren 1948-1956. Han har också verkat vid scener som Burgtheater i Wien och Thalia i Hamburg.

## Filmografi, urval
- 1955 – Himmel utan stjärnor
- 1958 – Bedårande barn av sin tid
- 1961 – Das Wunder des Malachias
- 1963 – Das Feuerschiff
- 1976 – Den starka kvinnan
- 1991 – Anna Göldin, den sista häxan
- 1997 – K - vissa spår försvinner aldrig